# Кармаливаям
Кармаливаям — река в России, на северо-западе Камчатского края.
Длина реки — 17 км. Протекает по территории Пенжинского района. Впадает в Пенжинскую губу Охотского моря.
Гидроним имеет корякское происхождение, однако его точное значение не установлено.

## Данные водного реестра
По данным государственного водного реестра России относится к Анадыро-Колымскому бассейновому округу. Код объекта в государственном водном реестре — 19080000112120000040515.